# La Tourbière hantée
La Tourbière hantée (The Moon-Bog) est une nouvelle fantastique de l'écrivain américain H. P. Lovecraft, écrite en 1921 et publiée en juin 1926.

## Inspirations
Cette nouvelle fut écrite à l'occasion d'un rassemblement de journalistes amateurs de Boston lors de la fête de la Saint-Patrick en 1921, d'où la localisation de l'intrigue en Irlande.
L'intrigue de la nouvelle présente des similitudes avec la nouvelle de Lord Dunsany Vent du Nord (The Curse of the Wise Woman), preuve de l'influence de Dunsany sur les travaux de Lovecraft.

## Résumé
Un narrateur anonyme décrit le funeste destin de son ami Denys Barry, un américain d'origine irlandaise qui est récemment retourné en Irlande, dans la ville fictive de Kilderry, terre de ses ancêtres. Alors qu'il a investi le château local qu'il commence à rénover, Barry émet le projet d'assécher la tourbière attenante malgré les légendes locales de malédiction. Barry refuse de céder à la pression populaire et les habitants de Kilderry, ainsi que ses serviteurs, décident de s'enfuir et il est obligé de les remplacer par des ouvriers venus du nord. Se sentant seul au milieu de tous ces étrangers, il décide d'inviter son ami, le narrateur, à passer quelques jours à Kilderry. Mais les rumeurs sur la tourbière se sont révélées vraie et les ouvriers disparurent dans la tourbière. Denys Barry, à la fin du récit, se retrouve à lutter contre d'invisibles démons qui semblent l'entraîner vers la tourbière. Il n'est d'ailleurs plus que l'ombre de lui-même, un "portrait monstrueux" de celui qu'il fut.

## Publication

### En version originale
- Weird Tales, vol 7, n°6 (Juin 1926) ;
- The Lurking Fear and Other Stories, (1971) ;
- Dagon and Other Macabre Tales, (1987) ;
- The Transition of H.P. Lovecraft: The Road to Madness, (1996) ;
- Waking Up Screaming, (2003) ;
- The Dreams in the Witch House and Other Weird Stories, (2004) ;
- H.P. Lovecraft: The Fiction, (2008) ;
- The Weird Writings of HP Lovecraft, (2010) ;
- The Other Gods and More Unearthly Tales, (2010) ;
- Eldritch Tales: A Miscellany of the Macabre, (2011) ;
- H.P. Lovecraft: The Complete Fiction, (2011).

### En version française
- Je suis d'ailleurs (1961) ;
- Le Mythe de Cthulhu (avril 1996) ;
- Lovecraft : Œuvres complètes Tome 2 (février 2010).